# الجنسانية في الهند
لقد طورت الهند خطابها حول الحياة الجنسية بشكل مختلف استنادًا إلى مناطقها المتميزة وثقافاتها الفريدة. وفقًا لـ R. P. Bhatia، المحلل النفسي والمعالج النفسي في نيودلهي، فإن "الموقف القمعي القوي جدًا" للطبقة المتوسطة في الهند جعل من المستحيل على العديد من المتزوجين القيام بوظائفهم الجنسية بشكل جيد، أو حتى القيام بها على الإطلاق.

## خلفية
إن التناقضات الظاهرة في المواقف الهندية تجاه الجنس (على نطاق أوسع - الحياة الجنسية) يمكن تفسيرها بشكل أفضل من خلال سياق التاريخ. لعبت الهند دورًا في تشكيل فهم الحياة الجنسية، ويمكن القول إن إحدى أولى الأعمال الأدبية التي تعاملت مع "كاما" كعلم جاءت من شبه القارة الهندية. يمكن القول إن الهند كانت تاريخيًا رائدة في استخدام التربية الجنسية من خلال أشكال فنية مختلفة مثل المنحوتات، واللوحات والقطع الأدبية. كما هو الحال في جميع المجتمعات، كان هناك اختلاف في الممارسات الجنسية في الهند بين عامة الناس والحكام الأقوياء، حيث غالبًا ما ينغمس أصحاب السلطة في أنماط حياة "إرضاء الذات" التي لا تمثل المواقف الأخلاقية المشتركة. علاوة على ذلك، هناك اختلافات ثقافية متميزة شوهدت على مدار التاريخ في جميع أنحاء الهند.